# Hex (televisieserie)
Hex is een Britse televisieserie ontwikkeld door Shine Limited en werd uitgezonden van 17 oktober 2004 tot 18 december 2005 door Sky One. Na het tweede seizoen werd de serie in april 2006 geannuleerd.
Het verhaal gaat over een school op het Engelse platteland dat het strijdtoneel wordt tussen de gevallen engel Azazeal en de heksen die willen vermijden dat hij de nephilim bevrijdt.
In België wordt de reeks uitgezonden door 2BE, en in Nederland door RTL 5.

## Rolverdeling

### Seizoen 1
| Personage                 | Acteur/actrice     |
| ------------------------- | ------------------ |
| Cassandra "Cassie" Hughes | Christina Cole     |
| Thelma Bates              | Jemima Rooper      |
| Azazeal                   | Michael Fassbender |
| Roxanne Davenport         | Amber Sainsbury    |
| Leon Taylor               | Jamie Davis        |
| Troy                      | Joseph Morgan      |
| Gemma                     | Zoe Tapper         |
| David Tyrel               | Colin Salmon       |
| Jo Watkins                | Anna Wilson-Jones  |

### Seizoen 2
| Personage         | Acteur/actrice     |
| ----------------- | ------------------ |
| Thelma Bates      | Jemima Rooper      |
| Ella Dee          | Laura Pyper        |
| Azazeal           | Michael Fassbender |
| Malachi           | Joseph Beattie     |
| Roxanne Davenport | Amber Sainsbury    |
| Leon Taylor       | Jamie Davis        |
| Alex              | Jemima Abey        |
| Tom Wright        | Samuel Collings    |
| David Tyrel       | Colin Salmon       |
| Jo Watkins        | Anna Wilson-Jones  |

### Terugkerende personages
| Personage                 | Acteur/actrice     | Seizoen |
| ------------------------- | ------------------ | ------- |
| Rachel McBain             | Jessica Oyelowo    | 1       |
| Esther McBain             | Holly Lumsden      | 1       |
| Peggy                     | Katy Carmichael    | 1       |
| Cassandra "Cassie" Hughes | Christina Cole     | 2       |
| Felix                     | Stephen Wight      | 2       |
| Jez Heriot                | Sam Troughton      | 2       |
| Ramiel                    | Sam Troughton      | 2       |
| Mephistopheles            | Ronan Vibert       | 2       |
| Perie de Faerie           | Katrine De Candole | 2       |
| Maya Robertson            | Laura Donnell      | 2       |
| Max Rosen                 | Leon Ford          | 2       |
| Dr. Surtees               | Grant Parsons      | 2       |
| Raphael                   | Anatole Taubman    | 2       |

### Speciale gasten
| Personage     | Acteur/actrice  | Seizoen |
| ------------- | --------------- | ------- |
| Lilith Hughes | Geraldine James | 1       |

## Afleveringen

### Seizoen 1
| Aflevering (seizoen) | Aflevering (serie) | Titel                   | Uitzenddatum     |
| -------------------- | ------------------ | ----------------------- | ---------------- |
| 1                    | 1                  | The Story Begins Part 1 | 17 oktober 2004  |
| 2                    | 2                  | The Story Begins Part 2 | 17 oktober 2004  |
| 3                    | 3                  | Life Goes On            | 24 oktober 2004  |
| 4                    | 4                  | Deeper Into Darkness    | 31 oktober 2004  |
| 5                    | 5                  | Possession              | 7 november 2004  |
| 6                    | 6                  | The Release             | 14 november 2004 |

### Seizoen 2
| Aflevering (seizoen) | Aflevering (serie) | Titel                                      | Uitzenddatum      |
| -------------------- | ------------------ | ------------------------------------------ | ----------------- |
| 1                    | 7                  | Cursed                                     | 18 september 2005 |
| 2                    | 8                  | Death Takes the mother                     | 25 september 2005 |
| 3                    | 9                  | Spiral                                     | 2 oktober 2005    |
| 4                    | 10                 | Ella Burns                                 | 16 oktober 2005   |
| 5                    | 11                 | With A Little Help From My Friends, Part 1 | 23 oktober 2005   |
| 6                    | 12                 | With A Little Help From My Friends, Part 2 | 30 oktober 2005   |
| 7                    | 13                 | Noir                                       | 6 november 2005   |
| 8                    | 14                 | Where The Heart Is                         | 13 november 2005  |
| 9                    | 15                 | Doomed                                     | 20 november 2005  |
| 10                   | 16                 | You Lose                                   | 27 november 2005  |
| 11                   | 17                 | Hole                                       | 4 december 2005   |
| 12                   | 18                 | Seven Deadly Sins                          | 11 december 2005  |
| 13                   | 19                 | The Showdown                               | 18 december 2005  |